# Jonker JS-2 Revenant
Dimensions
Jonker JS-2 Revenant est un motoplaneur conçu par Jonker Sailplanes et sera fabriqué en Afrique du Sud.
Il aura la roulette de dérive rétractable